# Soirées Onslow
 (mai 2022).
Si vous disposez d'ouvrages ou d'articles de référence ou si vous connaissez des sites web de qualité traitant du thème abordé ici, merci de compléter l'article en donnant les références utiles à sa vérifiabilité et en les liant à la section « Notes et références ».
Pour les articles homonymes, voir Onslow.
Les Soirées Onslow est un festival de musique de chambre créé par Baudime Jam en 2002 et coorganisé par le Quatuor Prima Vista et la Route Historique des Châteaux d'Auvergne.
Les concerts se déroulent au début du mois d'août dans des châteaux des quatre départements de la région Auvergne avec, à leur programme, un quatuor du compositeur George Onslow.
C'est le premier festival qui ait été consacré à ce compositeur.